# Кроу (группа)
КРОУ — российская альтернативная рок-группа, созданная в 2014 году в Москве Юлией Кроу (экс-ведущая солистка Кремлёвского балета и фотомодель глянцевых журналов).

## История
Группа была создана в 2014 году в Москве в формате дарк-кабаре, главным посылом которого было шок-рок представление, насыщенное театрализованными номерами и представлял собой некий артхаус проект. Итогом работы стало подписание контракта с музыкальным издательством «Dizzaster Music» и выход первого альбома под названием «Декаданс».
Спустя два года группа сменила стилистику, состав, а вместе с ними и название группы на «СтерХх». Группа начала экспериментировать и решила добавить больше тяжелого звучания на стыке таких жанров как танцевальный/индустриальный метал и в 2015 году представила мини-альбом «Секс Машина». Релиз вышел на российском лейбле «Союз». Презентация альбома прошла в нескольких городах России и на летних фестивалях.
После этого группа начала двигаться в сторону более альтернативного звучания и сменив название на «Кроу» в октябре 2016 выпустила видеоклип на песню «Немножко влюблённая». Одновременно с видеоклипом, был представлен и сам сингл, в который вошли ремиксы от Maestro Nosferatu, Omnimar, Roman Rain, Dj Sect. Через 2 месяца вышел альбом «Наверх».

## Дискография

### Альбомы
- Наверх (2017) «Союз Мьюзик»

### Синглы / EP / MCD
- «Огни» (2018) «Союз Мьюзик»
- «Секс Машина: Remix» (2017) «Союз Мьюзик»
- «Что со мной?» (2017) «Союз Мьюзик»
- «Немножко влюбленная» (2016) «Союз Мьюзик»

### Сайд-проекты
- СтерХх — Секс Машина (2015) «Союз Мьюзик»
- Юлия Кроу — Декаданс (2014) «Dizzaster Music»

### Видеоклипы
- Немножко влюблённая (2016)
- Вопрос (2014)

## Состав
- Юлия Кроу (Yulia Crow) — вокал, музыка, тексты
- Stanly Way — клавишные/семплы/электроника
- Павел Романенко (Pavel Romanenko) — вокал, бэк вокал
- Леонид Максимов (Leo Maximov) — бас-гитара
- Олег Соколов (Oleg Sokolov) — гитара

## Бывшие участники
- Михаил Евдокимов (Michael Evdokimov) — Вокал, бэк вокал